# Umberto Rossi
Umberto Rossi (Casorzo, 1º aprile 1879 – Asti, 6 agosto 1952) è stato un vescovo cattolico italiano.
È stato vescovo di Susa dal 1921, trasferito ad Asti il 14 maggio 1932, principe della Chiesa di Asti.

## Biografia
Ordinato sacerdote il 29 giugno 1902, per due anni fu viceparroco a Rosignano Monferrato e dopo venne nominato teologo della cattedrale di Casale e professore di Sacra Scrittura in seminario.
Militante nell'Azione Cattolica, il 13 giugno 1921 venne nominato vescovo di Susa da papa Benedetto XV.
Trasferito nel 1932 alla sede di Asti, continuò l'operato del suo predecessore ispirandosi profondamente ai dettami dell'Azione Cattolica.
Nel periodo della seconda guerra mondiale si adoperò molto per liberare ostaggi o per salvare condannati a morte.
Presso il comando tedesco di Bra si offrì in sostituzione a 24 ostaggi di San Damiano d'Asti e durante la controffensiva alleata e partigiana si recò più volte nei paesi di Grana Monferrato, Mombercelli, Rocchetta Tanaro, Scurzolengo, Calliano, Baldichieri, Montafia, Portacomaro, Castello di Annone, rischiando anche la vita per l'esplosione di una bomba a mano mentre si recava dai capi partigiani per trattare la salvezza di Rocchetta Tanaro.
Durante il suo episcopato promosse il culto della Madonna del Portone.
L'8 novembre 1946, su sua richiesta, papa Pio XII acconsentì che la Beata Vergine del Portone diventasse compatrona insieme a San Secondo della città e della diocesi di Asti.
Nel 1950 gli venne affiancato come coadiutore Giacomo Cannonero, in seguito suo successore sulla cattedra di Asti, il quale, nel 1952, in occasione dell'anno giubilare del vescovo Rossi (cinquant'anni di sacerdozio e venti di episcopato) indisse un "Congresso Eucaristico Mariano" in città, ispirato dalla proclamazione il 1º novembre 1950 del dogma dell'Assunzione e dalle celebrazioni per le apparizioni della Madonna di Fátima e la Madonna di Lourdes.
Morì il 6 agosto 1952.

## Genealogia episcopale e successione apostolica
La genealogia episcopale è:
- Cardinale Scipione Rebiba
- Cardinale Giulio Antonio Santori
- Cardinale Girolamo Bernerio, O.P.
- Arcivescovo Galeazzo Sanvitale
- Cardinale Ludovico Ludovisi
- Cardinale Luigi Caetani
- Cardinale Ulderico Carpegna
- Cardinale Paluzzo Paluzzi Altieri degli Albertoni
- Papa Benedetto XIII
- Papa Benedetto XIV
- Papa Clemente XIII
- Cardinale Marcantonio Colonna
- Cardinale Giacinto Sigismondo Gerdil, B.
- Cardinale Giulio Maria della Somaglia
- Cardinale Carlo Odescalchi, S.I.
- Cardinale Costantino Patrizi Naro
- Vescovo Emiliano Manacorda
- Vescovo Giovanni Andrea Masera
- Vescovo Albino Pella
- Vescovo Umberto Rossi

La successione apostolica è:
- Arcivescovo Vincenzo Cavalla (1954)